# Wurtsboro
Wurtsboro es una villa ubicada en el condado de Sullivan en el estado estadounidense de Nueva York. En el año 2000 tenía una población de 1,234 habitantes y una densidad poblacional de 376 personas por km².

## Geografía
Wurtsboro se encuentra ubicada en las coordenadas 41°34′38″N 74°29′4″O / 41.57722, -74.48444. Según la Oficina del Censo, la ciudad tiene un área total de 3,3 km² (1,3 mi²), de la cual 3,3 km² (1,3 mi²) es tierra y 0 km² (0 mi²) (0%) es agua.

## Demografía
Según la Oficina del Censo en 2000 los ingresos medios por hogar en la localidad eran de $38,500, y los ingresos medios por familia eran $46,359. Los hombres tenían unos ingresos medios de $40,385 frente a los $25,060 para las mujeres. La renta per cápita para la localidad era de $16,698. Alrededor del 10.9% de la población estaban por debajo del umbral de pobreza.